# Friedrich I. Spät von Faimingen

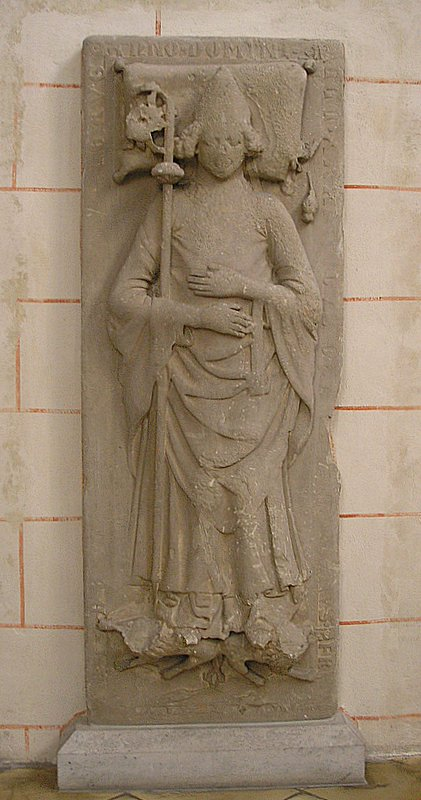
Grabmal des Friedrich Spät von Faimingen im Augsburger Dom

Friedrich I. Spät von Faimingen (* vor 1290; † 14. März 1331 in Dillingen) war Bischof von Augsburg von 1309 bis 1331.

## Leben
Friedrich entstammte der Familie der Herren von Faimingen. Er studierte zwischen 1291 und 1295 an der Universität Bologna und war seit etwa 1291 Domherr in Augsburg, 1299 bis 1309 auch in Würzburg. Er verhielt sich in den Auseinandersetzungen König Ludwigs IV. (dem Bayern)  mit Papst Johannes XXII. zurückhaltend und konnte nicht verhindern, dass das Hochstift während seiner Amtszeit einen wirtschaftlichen Niedergang erlebte. Er ließ durch eine wohl 1321 abgehaltene Bistumssynode 23 Kapitel zu Lebenswandel und Amtsführung der Priester beschließen und versuchte, durch Inkorporationen einiger Pfarreien die wirtschaftliche Situation des Domkapitels zu bessern.
Friedrich bestätigte der Stadt Augsburg am 19. Oktober 1311 die von seinen Vorgängern urkundlich gewährten Freiheiten und Gewohnheiten. Die Entwicklung Augsburgs zur Reichsstadt wurde laut Eberhard Isenmann 1316 abgeschlossen, als Ludwig der Bayer die Unveräußerlichkeit der Stadt vom Reich garantierte.